# روز دانش‌آموز

گزارش روزنامه اطلاعات از حادثه ۱۳ آبان ۱۳۵۷

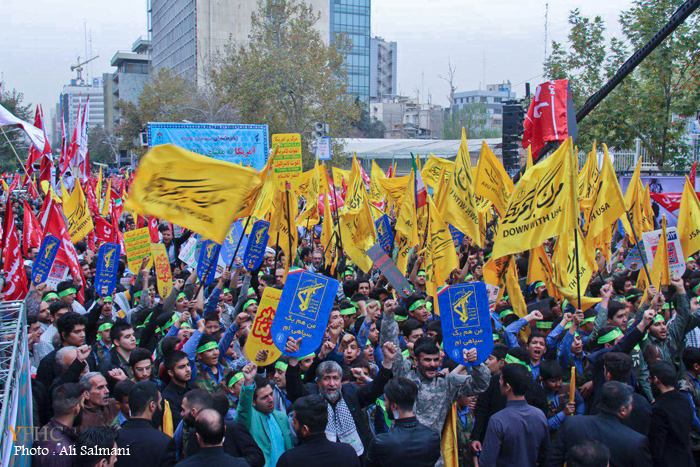
راهپیمایی روز دانش‌آموز

روز دانش‌آموز در ایران مصادف با ۱۳ آبان است. علت نامگذاری این روز، بنا به آمار بنیاد شهید انقلاب اسلامی، کشته شدن دو نفر در اعتراضات انقلاب ۱۳۵۷ است که یکی از آن‌ها دانش‌آموز بود،  و در صبح روز ۱۳ آبان ۱۳۵۷ در محوطه دانشگاه تهران تجمع انجام داده بودند.

## شرح حادثه
در صبح روز ۱۳ آبان ۱۳۵۷ دانش‌آموزان تهرانی به نشانه اعتراض در محوطه دانشگاه تهران جمع شده بودند، هدف تیراندازی مأموران دولت جعفر شریف‌امامی قرار گرفته و کشته شدند.
در این اعتراض که با همیاری قشرهای دیگری از مردم نیز همراه بود، با شروع شلیک گاز اشک‌آور و سپس گلوله، ۱ دانش‌آموز کشته شد و ۳ نفر دیگر مجروح شدند.

## علت نام گذاری روز دانش آموز
دوشنبه ۱۶ بهمن ۱۳۵۷ جمعی از دانش آموزان مدارس پایتخت طی بیانیه‌ای اعلام کردند: ما دانش آموزان ایرانی روز شنبه سیزدهم آبان ۱۳۵۷ را به عنوان روز دانش آموز اعلام نموده و قصد داریم هر ساله با یاد شهیدان جنبش دانش آموزی در این روز بر وحدت و یکپارچگی خود بیفزاییم. به منظور گرامی‌داشت این روز، ۱۳ آبان در تقویم جمهوری اسلامی ایران به عنوان روز دانش‌آموز نامگذاری شده‌است.